# Coppa di Lega 1984-1985 (hockey su pista)
La Coppa di Lega 1984-1985 è stata la 1ª edizione della omonima competizione italiana di hockey su pista. La manifestazione si è conclusa il 30 giugno 1985.
Il trofeo è stato conquistato dal Follonica per la prima volta nella sua storia.

## Risultati

### Girone finale
| Squadra       | Pt | G | V | N | P | GF | GS | DG  |
| ------------- | -- | - | - | - | - | -- | -- | --- |
| Follonica     | 4  | 2 | 2 | 0 | 0 | 12 | 0  | +12 |
| Reggiana      | 2  | 2 | 1 | 0 | 1 | 3  | 6  | -3  |
| CGC Viareggio | 0  | 2 | 0 | 0 | 2 | 2  | 11 | -9  |

| 30 giugno 1985 | CGC Viareggio | 2 – 3 | Reggiana |  |

| 30 giugno 1985 | Follonica | 8 – 0 | CGC Viareggio |  |

| 30 giugno 1985 | Reggiana | 0 – 4 | Follonica |  |